# Дубай (емирство)
 Тази статия е за емирството в Обединените арабски емирства.  За града вижте Дубай.  
Емирство Дубай (на арабски: إمارة دبيّ) е съставно емирство от Обединените арабски емирства.
Столицата е град Дубай, от която идва името на емирството. Той е 2-рото по площ емирство в страната след Абу Даби и най-населеното с 1 616 430 жители (2010).
Емирствата Дубай и Абу Даби имат специален статут в рамките на ОАЕ, като само те имат право на вето по ключови въпроси. От 2006 година емир на Дубай е Мохамед бин Рашид ал-Мактум, който е също и министър-председател на ОАЕ.
Важни събития в началото на 1970-те г. ускоряват икономическото развитие на емирството. Получаването на независимост и създаването на федерацията ОАЕ през 1971 г. дават по-висок статут на емирството. Поредицата от нефтени кризи през 1971 – 1974 г. води до няколкократно увеличение на цените и приходите от износ на нефт, като помага на държавните финанси. Разполагайки с огромни средства, емирството се старае да излезе от сянката на традиционния нефтен бизнес и да се развие в сферата на услугите – в транспорта и логистиката. Туризмът в Дубай допринася за голяма част от брутния вътрешен продукт.